# Mario Conde

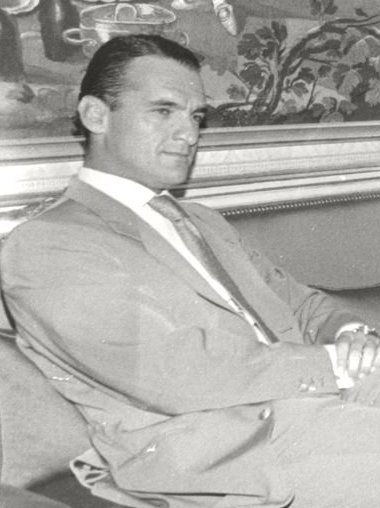
Mario Conde (1988)

Mario Conde (Tui, Pontevedra, Galiza, Espanha, 14 de setembro de 1948) é um operador financeiro, advogado e ex-banqueiro espanhol. Casado com Lourdes Arroyo, falecida aos 52 anos em 13 de outubro de 2007, tiveram dois filhos: Mario e Alejandra.
Conde foi o principal acionista e mais tarde presidente do Banco Español de Crédito espanhol (Banesto). Sua carreira comercial bem sucedida, bem como a imagem pública exemplar, terminou em dezembro de 1993, quando foi condenado a 10 anos de prorrogação a 20 anos de prisão pela Tribunal Superior espanhol. Ele de fato ficou preso 11 anos antes de ser posto em liberdade condicional.